# Zaječiće
Zaječiće (cyr. Зајечиће) – wieś w Serbii, w okręgu zlatiborskim, w gminie Sjenica. W 2011 roku liczyła 375 mieszkańców.